# Flustrina
Sous-ordre
Synonymes
- Anasca Levinsen, 1909
- Ascophora Levinsen, 1909
- Ascophorina Levinsen, 1909
- Lepraliomorpha Gordon, 1989
- Neocheilostomatina d'Hondt, 1985

Les Flustrina sont un sous-ordre de Bryozoaires de l'ordre des Cheilostomatida. Ce taxon compte 24 super-familles.

## Liste des super-familles et familles
Selon World Register of Marine Species (14 avril 2016) :
- super-famille Adeonoidea Busk, 1884
  - famille Adeonidae Busk, 1884
  - famille Inversiulidae Vigneaux, 1949
- super-famille Arachnopusioidea Jullien, 1888
  - famille Arachnopusiidae Jullien, 1888
  - famille Exechonellidae Harmer, 1957
- super-famille Bifaxarioidea Busk, 1884
  - famille Bifaxariidae Busk, 1884
  - famille Mixtopeltidae Gordon, 1994
- super-famille Buguloidea Gray, 1848
  - famille Beaniidae Canu & Bassler, 1927
  - famille Bugulidae Gray, 1848
  - famille Candidae d'Orbigny, 1851
  - famille Epistomiidae Gregory, 1893
  - famille Euoplozoidae Harmer, 1926
  - famille Jubellidae Reverter-Gil & Fernández-Pulpeiro, 2001
  - famille Mourellinidae Reverter-Gil, Souto & Fernández-Pulpeiro, 2011
  - famille Rhabdozoidae MacGillivray, 1887
- super-famille Calloporoidea Norman, 1903
  - famille Akatoporidae Vigneaux, 1949
  - famille Antroporidae Vigneaux, 1949
  - famille Bryopastoridae d'Hondt & Gordon, 1999
  - famille Calloporidae Norman, 1903
  - famille Chaperiidae Jullien, 1888
  - famille Cupuladriidae Lagaaij, 1952
  - famille Cymuloporidae Winston & Vieira, 2013
  - famille Doryporellidae Grischenko, Taylor & Mawatari, 2004
  - famille Farciminariidae Busk, 1852
  - famille Foveolariidae Gordon & Winston, 2005
  - famille Heliodomidae Vigneaux, 1949
  - famille Hiantoporidae Gregory, 1893
  - famille Pyrisinellidae di Martino & Taylor, 2012
  - famille Quadricellariidae Gordon, 1984
  - famille Vinculariidae Busk, 1852 †
- super-famille Catenicelloidea Busk, 1852
  - famille Catenicellidae Busk, 1852
  - famille Eurystomellidae Levinsen, 1909
  - famille Petalostegidae Gordon, 1984
  - famille Savignyellidae Levinsen, 1909
- super-famille Cellarioidea Lamouroux, 1821
  - famille Cellariidae Fleming, 1828
  - famille Membranicellariidae Levinsen, 1909
- super-famille Celleporoidea Johnston, 1838
  - famille Celleporidae Johnston, 1838
  - famille Colatooeciidae Winston, 2005
  - famille Hippoporidridae Vigneaux, 1949
  - famille Phidoloporidae Gabb & Horn, 1862
  - famille Torquatellidae Tilbrook, 2006
- super-famille Chlidoniopsoidea Harmer, 1957
  - famille Chlidoniopsidae Harmer, 1957
- super-famille Conescharellinoidea Levinsen, 1909
  - famille Batoporidae Neviani, 1901
  - famille Conescharellinidae Levinsen, 1909
  - famille Lekythoporidae Levinsen, 1909
  - famille Orbituliporidae Canu & Bassler, 1923
- super-famille Cribrilinoidea Hincks, 1879
  - famille Cribrilinidae Hincks, 1879
  - famille Cribrilinoidea incertae sedis
  - famille Euthyroididae Levinsen, 1909
  - famille Polliciporidae Moyano, 2000
- super-famille Didymoselloidea Brown, 1952
  - famille Didymosellidae Brown, 1952
- super-famille Euthyriselloidea Bassler, 1953
  - famille Euthyrisellidae Bassler, 1953
- super-famille Flustroidea Fleming, 1828
  - famille Flustridae Fleming, 1828
  - famille Sinoflustridae Gordon, 2009
- super-famille Hippothooidea Busk, 1859
  - famille Chorizoporidae Vigneaux, 1949
  - famille Haplopomidae Gordon in De Blauwe, 2009
  - famille Hippothoidae Busk, 1859
  - famille Pasytheidae Davis, 1934
  - famille Trypostegidae Gordon, Tilbrook & Winston, 2005
  - famille Vitrimurellidae Winston, Vieira & Woollacott, 2014
- super-famille Lepralielloidea Vigneaux, 1949
  - famille Bryocryptellidae Vigneaux, 1949
  - famille Dhondtiscidae Gordon, 1989
  - famille Escharellidae Levinsen, 1909
  - famille Exochellidae Bassler, 1935
  - famille Gemelliporellidae Vigneaux, 1949
  - famille Hincksiporidae Powell, 1968
  - famille Lepraliellidae Vigneaux, 1949
  - famille Metrarabdotosidae Vigneaux, 1949
  - famille Romancheinidae Jullien, 1888
  - famille Sclerodomidae Levinsen, 1909
  - famille Tessaradomidae Jullien, 1903
  - famille Umbonulidae Canu, 1904
- super-famille Mamilloporoidea Canu & Bassler, 1927
  - famille Ascosiidae Jullien, 1883
  - famille Cleidochasmatidae Cheetham & Sandberg, 1964
  - famille Echinovadomidae Tilbrook, 2001
  - famille Mamilloporidae Canu & Bassler, 1927
- super-famille Microporoidea Gray, 1848
  - famille Alysidiidae Levinsen, 1909
  - famille Aspidostomatidae Jullien, 1888
  - famille Calescharidae Cook & Bock, 2001
  - famille Chlidoniidae Busk, 1884
  - famille Lunulariidae Levinsen, 1909
  - famille Macroporidae Uttley, 1949
  - famille Microporidae Gray, 1848
  - famille Onychocellidae Jullien, 1882
  - famille Otionellidae Bock & Cook, 1998
  - famille Poricellariidae Harmer, 1926
  - famille Selenariidae Busk, 1854
  - famille Setosellidae Levinsen, 1909
  - famille Steginoporellidae Hincks, 1884
- super-famille Monoporelloidea Hincks, 1882
  - famille Monoporellidae Hincks, 1882
- super-famille Pseudolepralioidea Silén, 1942
  - famille Brydonellidae Taylor, Casadío & Gordon, 2008 †
  - famille Pseudolepraliidae Silén, 1942
- super-famille Schizoporelloidea Jullien, 1883
  - famille Acoraniidae López-Fé, 2006
  - famille Actisecidae Harmer, 1957
  - famille Buffonellodidae Gordon & d'Hondt, 1997
  - famille Calwelliidae MacGillivray, 1887
  - famille Cheiloporinidae Bassler, 1936
  - famille Crepidacanthidae Levinsen, 1909
  - famille Cryptosulidae Vigneaux, 1949
  - famille Cyclicoporidae Hincks, 1884
  - famille Eminooeciidae Hayward & Thorpe, 1988
  - famille Escharinidae Tilbrook, 2006
  - famille Gigantoporidae Bassler, 1935
  - famille Hippaliosinidae Winston, 2005
  - famille Hippopodinidae Levinsen, 1909
  - famille Hippoporinidae Bassler, 1935
  - famille Jaculinidae Zabala, 1986
  - famille Lacernidae Jullien, 1888
  - famille Marcusadoreidae Winston, Vieira & Woollacott, 2014
  - famille Margarettidae Harmer, 1957
  - famille Mawatariidae Gordon, 1990
  - famille Microporellidae Hincks, 1879
  - famille Myriaporidae Gray, 1841
  - famille Pacificincolidae Liu & Liu, 1999
  - famille Petraliellidae Harmer, 1957
  - famille Petraliidae Levinsen, 1909
  - famille Phoceanidae Vigneaux, 1949
  - famille Phorioppniidae Gordon & d'Hondt, 1997
  - famille Porinidae d'Orbigny, 1852
  - famille Robertsonidridae Rosso, 2010
  - famille Schizoporellidae Jullien, 1883
  - famille Stomachetosellidae Canu & Bassler, 1917
  - famille Tetraplariidae Harmer, 1957
  - famille Teuchoporidae Neviani, 1895
  - famille Vicidae Gordon, 1988
- super-famille Siphonicytaroidea Harmer, 1957
  - famille Siphonicytaridae Harmer, 1957
- super-famille Smittinoidea Levinsen, 1909
  - famille Bitectiporidae MacGillivray, 1895
  - famille Lanceoporidae Harmer, 1957
  - famille Smittinidae Levinsen, 1909
  - famille Watersiporidae Vigneaux, 1949
- super-famille Urceoliporoidea Bassler, 1936
  - famille Prostomariidae MacGillivray, 1895
  - famille Urceoliporidae Bassler, 1936